# Delta megye (Texas)
Delta megye az Amerikai Egyesült Államokban, azon belül Texas államban található. Megyeszékhelye és legnagyobb városa Cooper. Lakosainak száma 5230 fő (2020. április 1.). Delta megye Hunt, Fannin, Hopkins, Lamar, Red River és Franklin megyékkel határos.

## Népesség
A megye népességének változása:
| Lakosok száma | 5241 | 5204 | 5323 | 5238 | 5217 | 5230 |
|               | 2010 | 2011 | 2012 | 2013 | 2015 | 2020 |